# 加倉駅
加倉駅（かくらえき）は、かつて北総鉄道→総武鉄道→東武鉄道野田線にあった鉄道駅である。埼玉県南埼玉郡柏崎村（現在の埼玉県さいたま市岩槻区加倉二丁目）にあった。

## 歴史
- 1930年（昭和5年）12月9日：七里駅 - 岩槻町駅（現・岩槻駅）間に臨時停留所として開業。
- 1931年（昭和6年）1月13日：停留所となる。
- 1945年（昭和20年）4月30日：営業休止。
- 1950年（昭和25年）8月1日：廃止。

『東武鉄道六十五年史』207頁より

## 利用実績
| 年度             | 乗車人員（人） | 降車人員（人） | 賃金（円） |
| ---------------- | -------------- | -------------- | ---------- |
| 1934（昭和9）年  | 10,820         | 10,141         | 421        |
| 1935（昭和10）年 | 12,268         | 11,891         | 400        |
| 1936（昭和11）年 | 11,033         | 10,736         | 451        |
| 1937（昭和12）年 | 9,863          | 9,612          | 440        |
| 1938（昭和13）年 | 10,849         | 10,447         | 612        |
| 1939（昭和14）年 | 14,950         | 14,291         | 907        |
| 1940（昭和15）年 | 27,591         | 27,388         | 1,032      |

『埼玉県統計書』各年度版の「鉄道旅客貨物及賃金」より、但し昭和16年度以降はこの項目がなくなった。
貨物の取扱いはなし

## 隣の駅
東武野田線
七里駅 - 加倉駅 - 岩槻駅